# Hofstads Jeugdorkest
Hofstads Jeugdorkest (VHJO) werd in 1923 opgericht door mevrouw Tilly Talboom-Smits (1902-1978) en is daarmee het oudste jeugdorkest ter wereld.
De vereniging bestaat uit verschillende orkesten, waarin qua leeftijd en niveau een opbouw bestaat. De jongste kinderen beginnen in het Strijkorkest (6-9 jaar) en stromen via het Basisorkest (7-12 jaar), het Voorbereidend orkest (9-14 jaar) en het Juniorenorkest (11-15 jaar) uiteindelijk door naar het Jeugdorkest (15-25 jaar). Daarnaast heeft de vereniging ook een Strijkersensemble (14-25 jaar). De vereniging leidt veel jonge kinderen op, op diverse instrumenten, onder andere trombone, hoorn, fagot, contrabas, altviool, etc. Ook is er een eigen vioolopleiding voor jonge kinderen.

## Ontstaan
In 1923 studeerde Tilly Talboom-Smits als pianiste af aan het Koninklijk Conservatorium in Den Haag. Met een aantal jonge leerlingen van het conservatorium startte zij een orkestje dat al snel onder haar leiding uitgroeide tot het eerste jeugdsymfonieorkest van Den Haag. Op 14 april 1923 vond in theater Diligentia aan het Lange Voorhout het eerste concert plaats, toen nog onder de naam Euterpe, een verwijzing naar het symfonieorkest Euterpe, een Haagsche Orkestvereniging die in 1891 was opgericht. In 1926 werd voor de naam Hofstads Jeugdorkest gekozen.
In 1973 ontving Tilly Talboom-Smits de Zilveren Anjer voor haar initiatief en al haar werk ten behoeve van Hofstads Jeugdorkest.
Vanaf de oprichting tot 1964 leidde Tilly Talboom het orkest zelf; in dat jaar nam het 19-jarige lid Lex Veelo het stokje over. Sinds die tijd maakte het orkest een enorme groei door, zodat naast het oorspronkelijke jeugdorkest, meerdere orkesten ontstonden. Lex Veelo nam na een dirigentschap van 47 jaar in juni 2010 afscheid van het orkest en werd opgevolgd door Marcel Geraeds.

## Bekende oud-leden
- Marieke Blankestijn
- Stefan Blonk
- Herman Broekhuizen
- Jules van Hessen
- Roland Kieft (dirigent)
- Johan de Meij
- Klaasje Meijer[2]
- Floris Mijnders
- Reinout Oerlemans[3]
- Dulci Ouwerkerk
- Ilja Leonard Pfeijffer[3]
- André Presser
- Abbie de Quant
- Monica Verschoor